# Scaphiostreptus speculorbis
Scaphiostreptus speculorbis är en mångfotingart som beskrevs av Carl Graf Attems 1910. Scaphiostreptus speculorbis ingår i släktet Scaphiostreptus och familjen Spirostreptidae. Inga underarter finns listade i Catalogue of Life.